# Thecaphora seminis-convolvuli
Thecaphora seminis-convolvuli är en svampart som först beskrevs av Duby, och fick sitt nu gällande namn av Liro 1935. Thecaphora seminis-convolvuli ingår i släktet Thecaphora och familjen Glomosporiaceae.   Inga underarter finns listade i Catalogue of Life.